# ヘルクラネウム

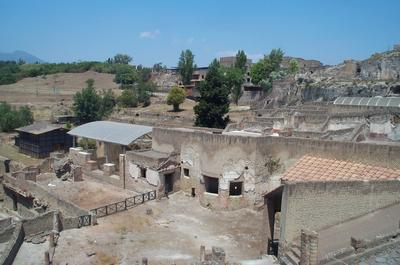
エルコラーノの発掘

ヘルクラネウム（羅: Herculāneum）は、古代ローマの町で、その遺跡はイタリアのカンパーニャ州エルコラーノ（ヘルクラネウムがイタリア語化した名前である）のコムーネ内北緯40度48分21秒 東経14度20分51秒 / 北緯40.80583度 東経14.34750度に位置する。現在は遺跡の一部が有料で公開され重要な観光資源となっている。
ポンペイ、スタビアエ、オプロンティスと共に79年のヴェスヴィオ噴火により失われたことで有名である。町は高温の火砕物に埋まり、それは冷えて火山性の凝灰岩となった。1981年に遺骨が発見されて以来、150体あまりの人骨が発見された。噴火当時ヘルクラネウムはポンペイに比較して小さな町で、より豊かな人々が住んでいた。

## 歴史
古い言い伝えはヘルクラネウムをギリシアの英雄ヘラクレスに関連付けており町がギリシア人により建設されたことが窺われる。紀元前6世紀末頃イタリアのサムニウム人の先祖がこの場所に最初に文明を築いたようである。その後まもなくして町はギリシアの支配下に入った。ギリシア人は町をヘルクラネウムと名付けナポリ湾に近いこともあり町を貿易基地として利用した。紀元前4世紀再びサムニウム人がヘルクラネウムを支配し、その支配はヘルクラネウムも参戦した同盟市戦争（ローマに対する同盟軍の戦争）で将軍スッラの補佐官ティトゥス・ディディウスに敗れて紀元前89年にローマのムニキピウムになるまで続いた。
79年のヴェスヴィオ火山の噴火後、ヘルクラネウムの町を溶岩や土や灰が20メートル程の厚さで覆ってしまった。町はその後、1709年に井戸を掘っていた労働者に偶然発見されるまで1600年以上ほぼそのままの姿で地中に眠っていた。発見以来発掘作業が進められたが依然終了していない。現在のエルコラーノとポルティチはヘルクラネウムがあった場所にほぼ位置している。エルコラーノの町は1969年までレシーナと呼ばれていたが、古代の町を記念してヘルクラネウムを現代イタリア語化したエルコラーノに改名された。
住民の信仰を一番集めていたのは町とヴェスヴィオ火山を創造したとされたヘラクレスであった。他に信仰されていた重要な神はヘラクレスの愛人と信じられていたヴィーナスおよびアポロである。

## 79年の噴火

ヘルクラネウムなどヴェスヴィオ火山の周りの複数の都市が噴火により被害を受けた。黒い雲は灰と噴石の降下の大まかな分布を表している。

壊滅的なヴェスヴィオ火山の噴火は79年8月24日の午後に起きた。ヴェスヴィオ火山はおよそ300年間活動を停止していたと思われ、もはや火山であるとは一般には認識されていなかったが一部の知識人はそう遠くない昔にヴェスヴィオが噴火していたことを認識していた。
考古学的な発掘と小プリニウスが歴史学者タキトゥスに宛てた2通の手紙により噴火の経過をたどることができる。
8月27日午後1時頃、ヴェスヴィオ火山から数千メートル上空まで灰と噴石が吹き上がった。噴出物が対流圏と成層圏の間に到達した時の噴煙の上部が平らになったその形をプリニウスはカサマツと形容している。風は南東向きに吹いたため噴出物は主にポンペイとその周りの地域に落下した。ヘルクラネウムはヴェスビオ火山の西にあるので噴火の最初の段階ではあまり被害を受けなかった。ポンペイの家々の屋根が落ちてきた噴出物の重みで潰れたのに対して、ヘルクラネウムには灰が数センチ積もった程度であったが住民の多くはこの段階で逃げ出した。
初期の発掘で僅かな人骨しか発見されなかったため住民のほぼ全てが辛くも避難したものと長い間考えられていた。1982年に発掘が海岸のボートハウスの区域に及ぶとこの見解は改められた。考古学者たちは12のボートハウスで体を寄せ合うように群がる250もの人骨を発見した。

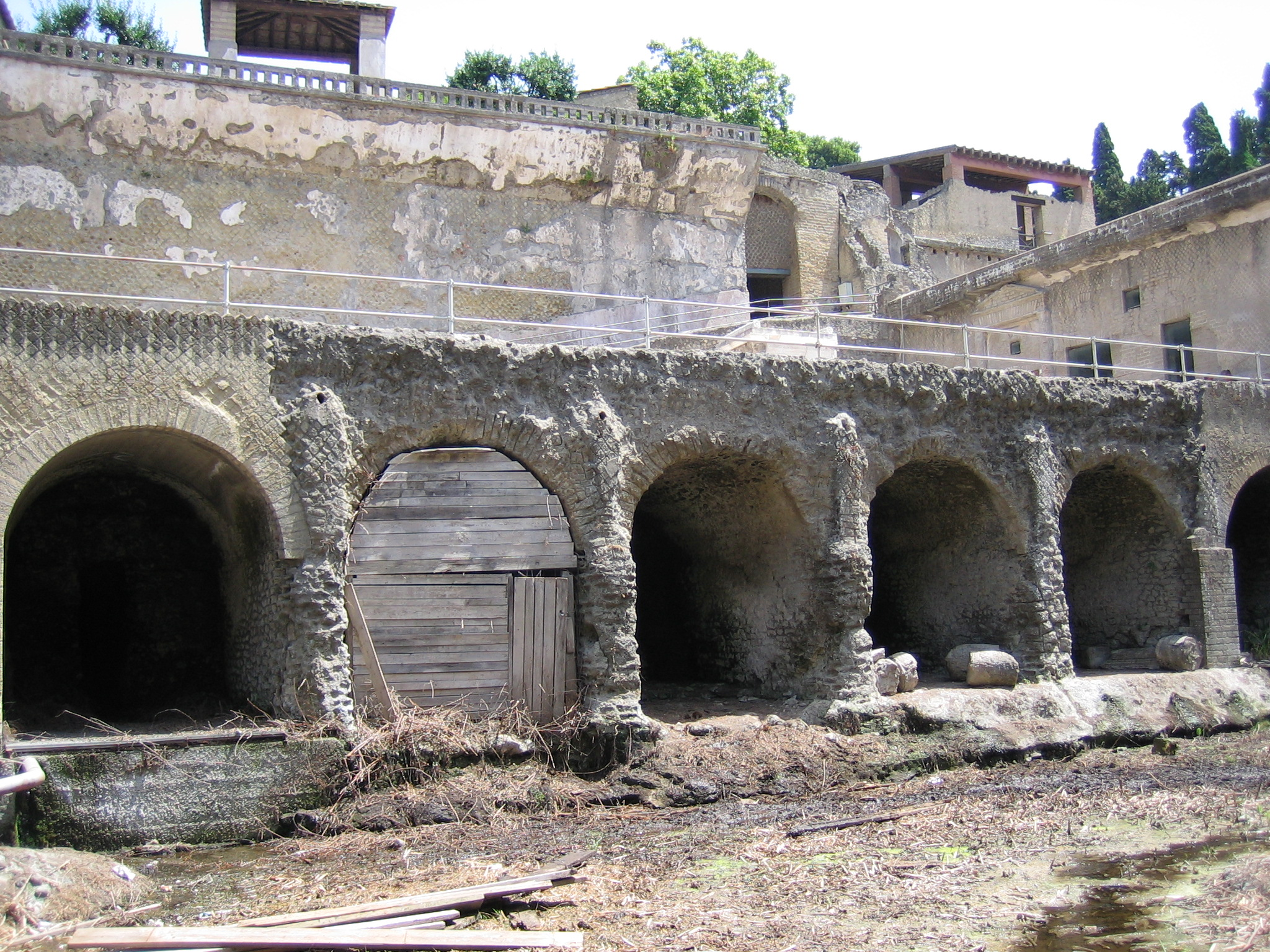
人骨が発見されたボートハウス

夜の間、柱の様な姿で成層圏にまで達していた噴出物がヴェスヴィオに落下し始めた。火砕流が発生し、400℃のガス、灰、石が入り混じり時速160kmでヘルクラネウムに押し寄せた。午前1時頃火砕流はボートハウスに到達し、そこで助けを待っていた人々は猛烈な熱により瞬時に命を失った。このときの火砕流とそれに続く幾度かの火砕流により噴出物が下から徐々に建物を覆ったために建物は大きく損傷しなかった。
建物とその内部の物が非常に良い状態で保存されたのは以下の要因によると思われる。
1. 風が変わりヘルクラネウムに灰が降下するまでに建物がすでに火砕物に埋もれていたため屋根が潰れなかった。
2. 最初の火砕流の熱が有機物の表面を炭化し水分を抜き去った。
3. 厚く（25メートルに達する）密度の高い凝灰岩がヘルクラネウムを1700年間空気からも遮断した。

## 発掘
発掘は現在のエルコラーノの場所で1738年に始められた。両シチリア王の後援による詳細な出版物Le Antichita di Ercolano（ヘルクラネウムの遺跡）は限られた発行部数であったにもかかわらずその頃始まっていたヨーロッパの新古典主義に非常に大きな影響を与えた。18世紀の終わりには装飾的な壁画から三脚テーブル、香炉、ティーカップなどの家具調度品にヘルクラネウムで見つかったデザインのモチーフが現れた。しかし、近くのポンペイの町が発見されると発掘は中断された。ヘルクラネウムは堆積物が20メートルもの厚さで覆っていたのに対しポンペイは4メートル程だったので遥かに発掘が容易だった。20世紀になって発掘が再開されたが、大広場の複合施設をはじめとする個人及び公共の建築物が未発掘である。

### 人骨
火砕流は逃げ遅れた住民の命を即時に奪った。ヘルクラネウムで命を失った人々の姿はポンペイとは異なり石膏で保存はされなかった。
1981年ジュセッペ・マギ博士の監督のもとイタリアの公共事業の作業者がヘルクラネウムで排水溝を掘っている時に遺骨を発見した。マギ博士に促されイタリアの役人は自然人類学者のサラ・C・バイセルを発掘の指揮と遺骨の研究のためにアメリカから招いた。この調査はナショナルジオグラフィック協会の資金により賄われた。
古代ローマ人は通常火葬を行っていたのでこの発見まで学術的な研究に使用できるローマ人の骨は少なかった。ヘルクラネウムの港地域の発掘では、55以上の人骨（成人男性30、成人女性13、子供12）が発見された。人骨は海辺で見つかった。彼等はそこから噴火から逃れようとしていたと考えられている。この人骨の中には指に付けていた指輪から名づけられた指環の女性（Ring Lady）も含まれている。
これらの遺物の化学的分析によりバイセル博士はヘルクラネウムの住民の健康や栄養状態に関して深い知見を得ることができた。遺骨の中には高濃度の鉛が検出されるものが有り鉛中毒が疑われた。骨の分析によっても新たな知識が得られた。例えば骨盤の傷跡により女性が産んだ子供の数を推測することができた。

## 保存の問題
ヘルクラネウムを覆った水、灰、噴石は当初襲った非常な高温と共に遺跡を1600年間非常に良い状態で保存する役割を果たしてきた。しかしながら、発掘が始まると大気に晒された遺跡は緩やかに傷み始めた。これは遺物全ての保存よりも価値のある遺物を入手することに主眼を置くという、町の発掘の当初に取られた当時の考古学の手法ではやむをえないことだった。1980年代初期サラ・C・バイセル博士の指示で遺骨の保存が優先事項になった。有機物が炭化された遺物は空気に晒されると数日の内に劣化した。このためその保存方法が確立されるまでに多くの遺物が失われた。
今日、観光や故意の破壊により公開されている区域の多くで損傷が起きている。また、現在のエルコラーノの町から流れ込む水により多くの建物の基礎部分が侵食されている。再建の試みは逆効果になることが多かったが、最近の保存の努力は効果を上げている。町の保存に予算を振り向けるために現在発掘作業は一旦中断されている。
ヘルクラネウムで出土した遺物の多数はナポリ国立考古学博物館に保管されている。

## 写真

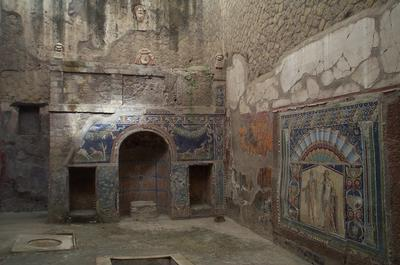
ネプトゥーヌスとアムピトリーテーの家（22番の家）はモザイクで飾られた見事な夏用のトリクリニウム（食堂）とニンファエウム（ニンフに捧げられた聖所）で有名である。
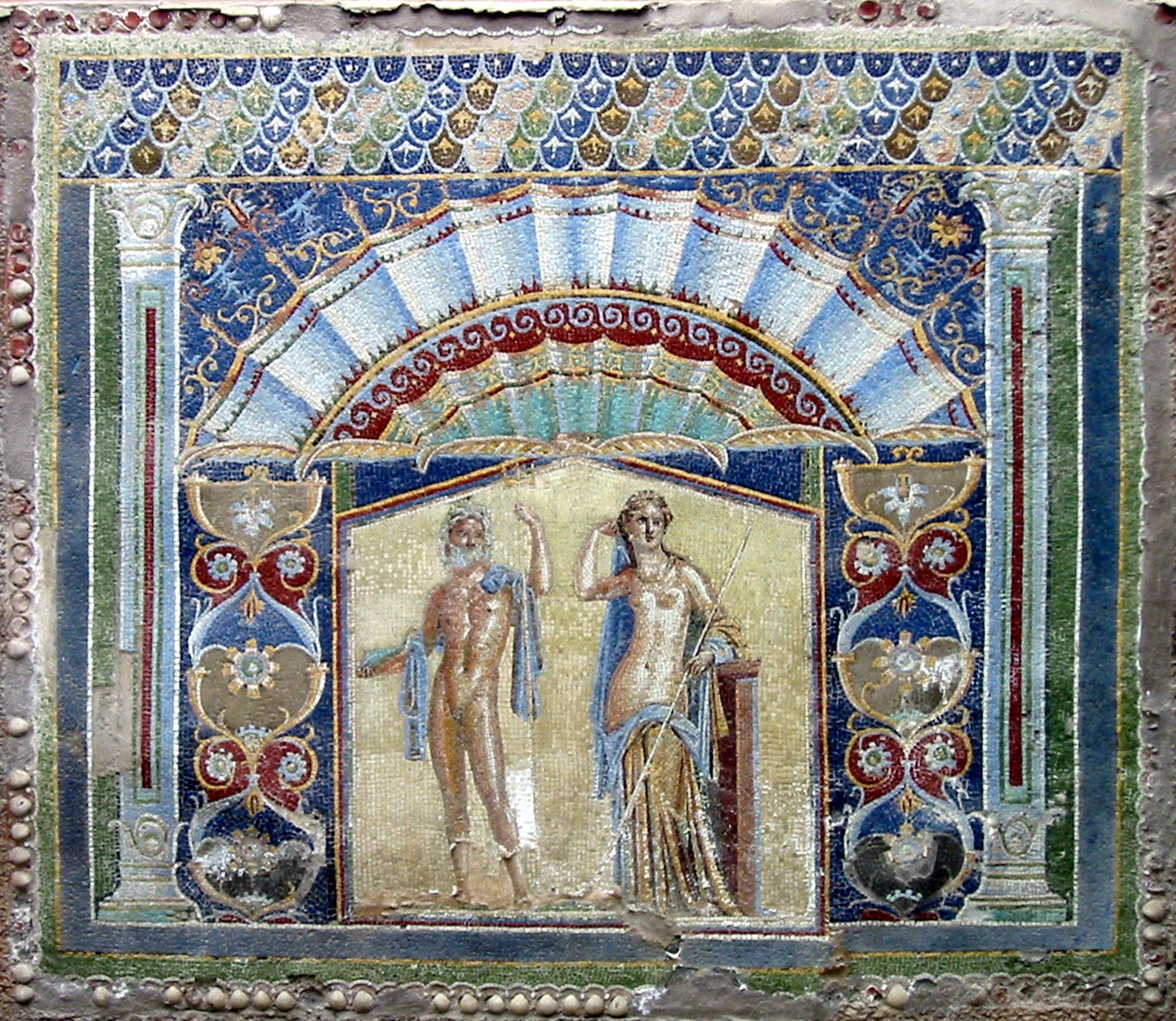
ネプトゥーヌスとアムピトリーテー、22番の家の壁に描かれたモザイク
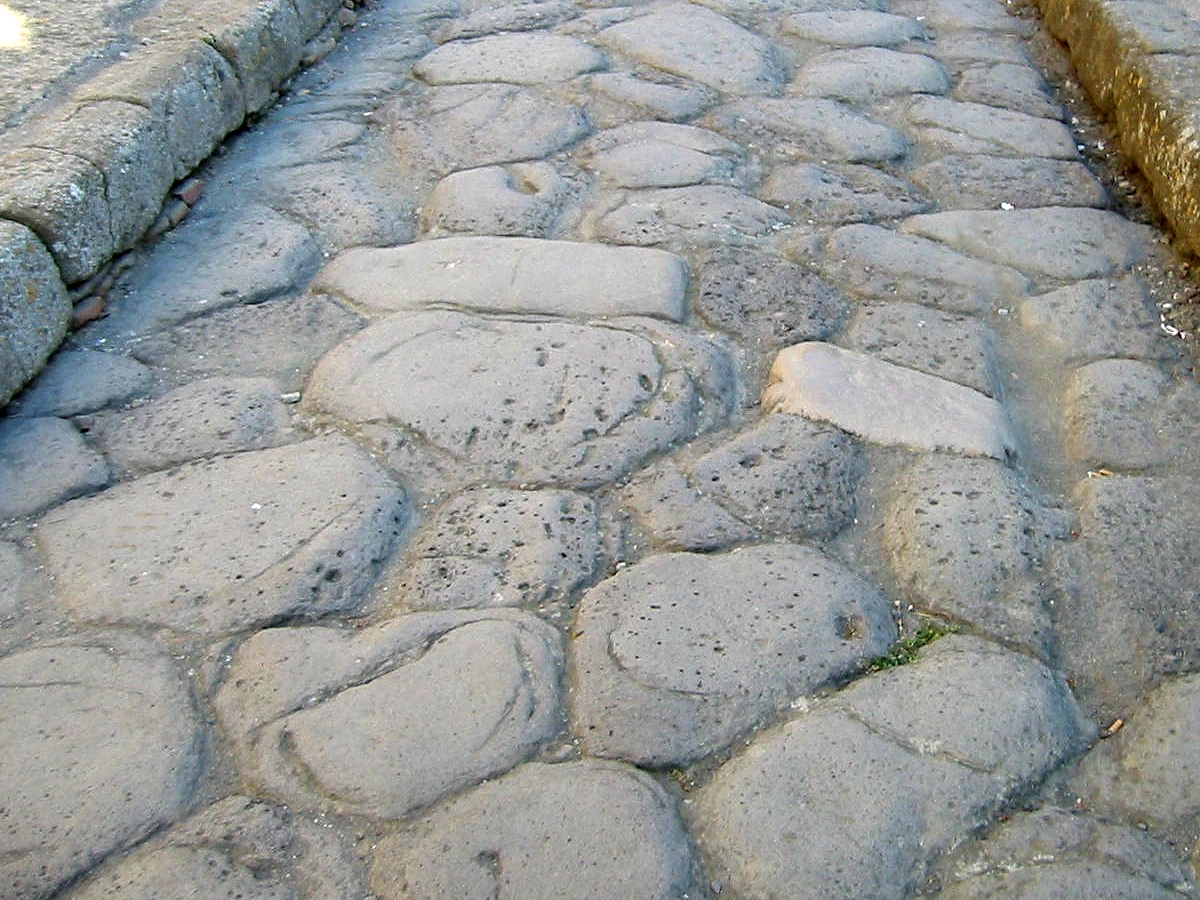
ヘルクラネウムの街路の石畳
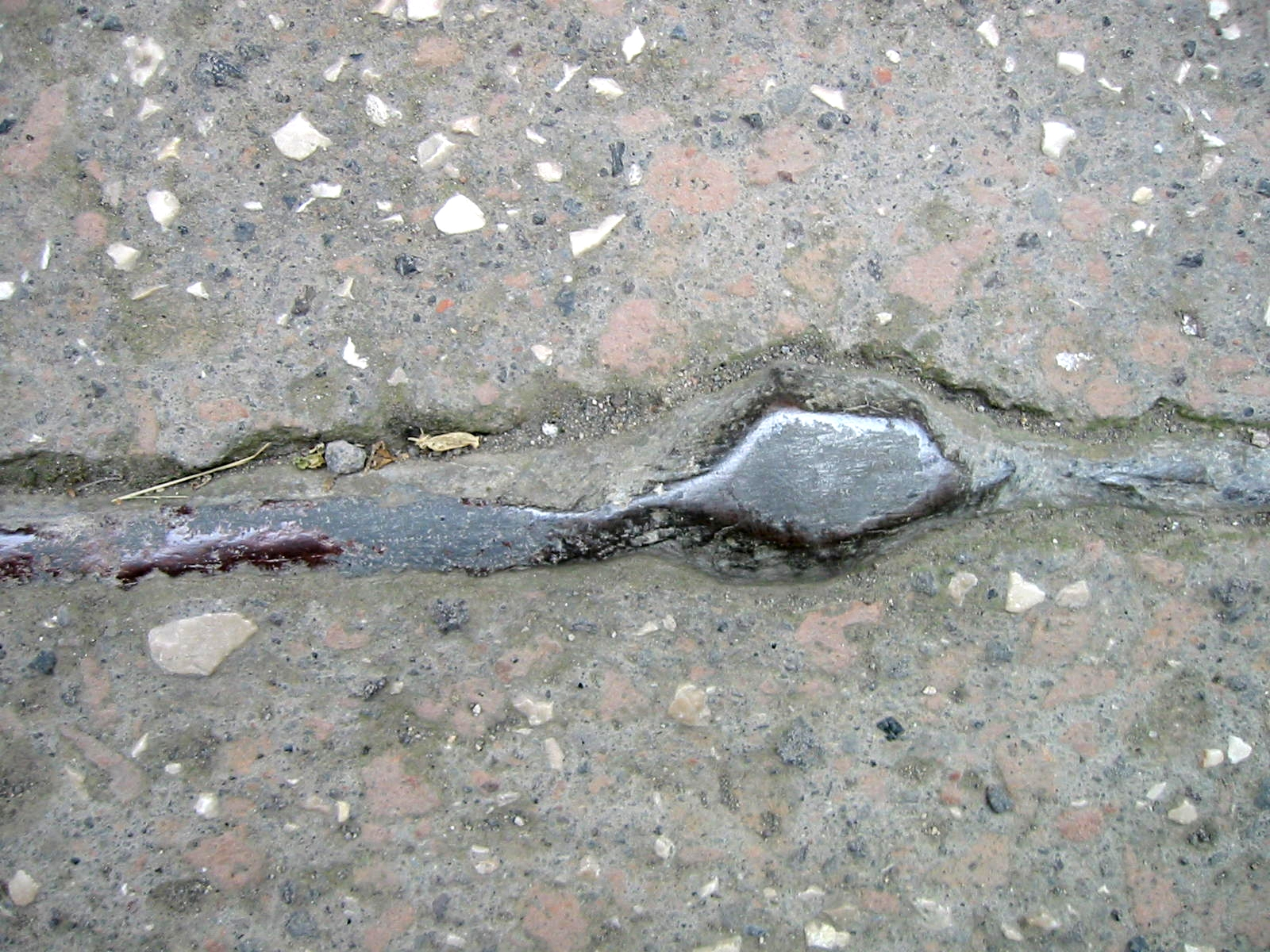
鉛製の水道管
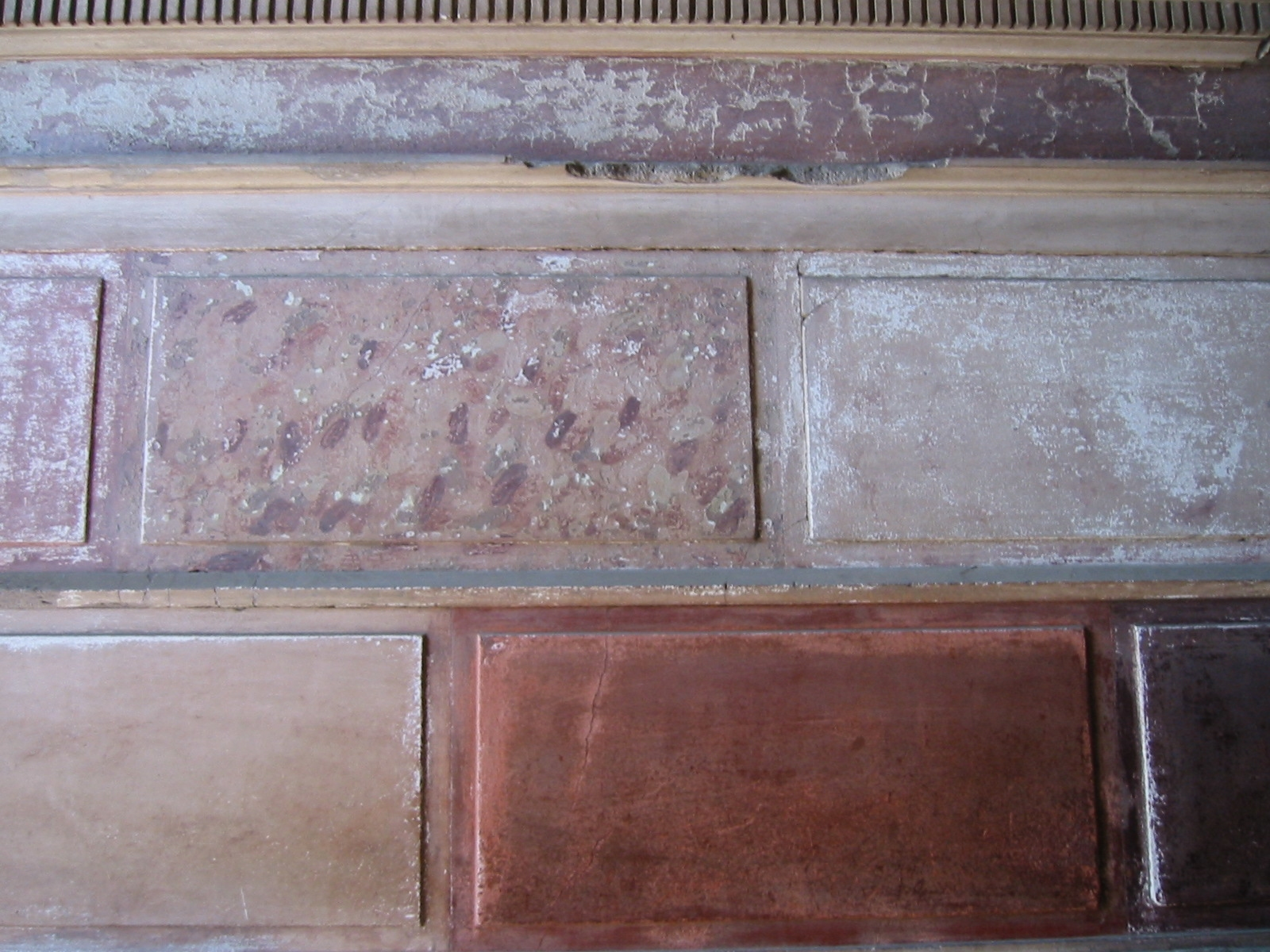
第一様式の壁画
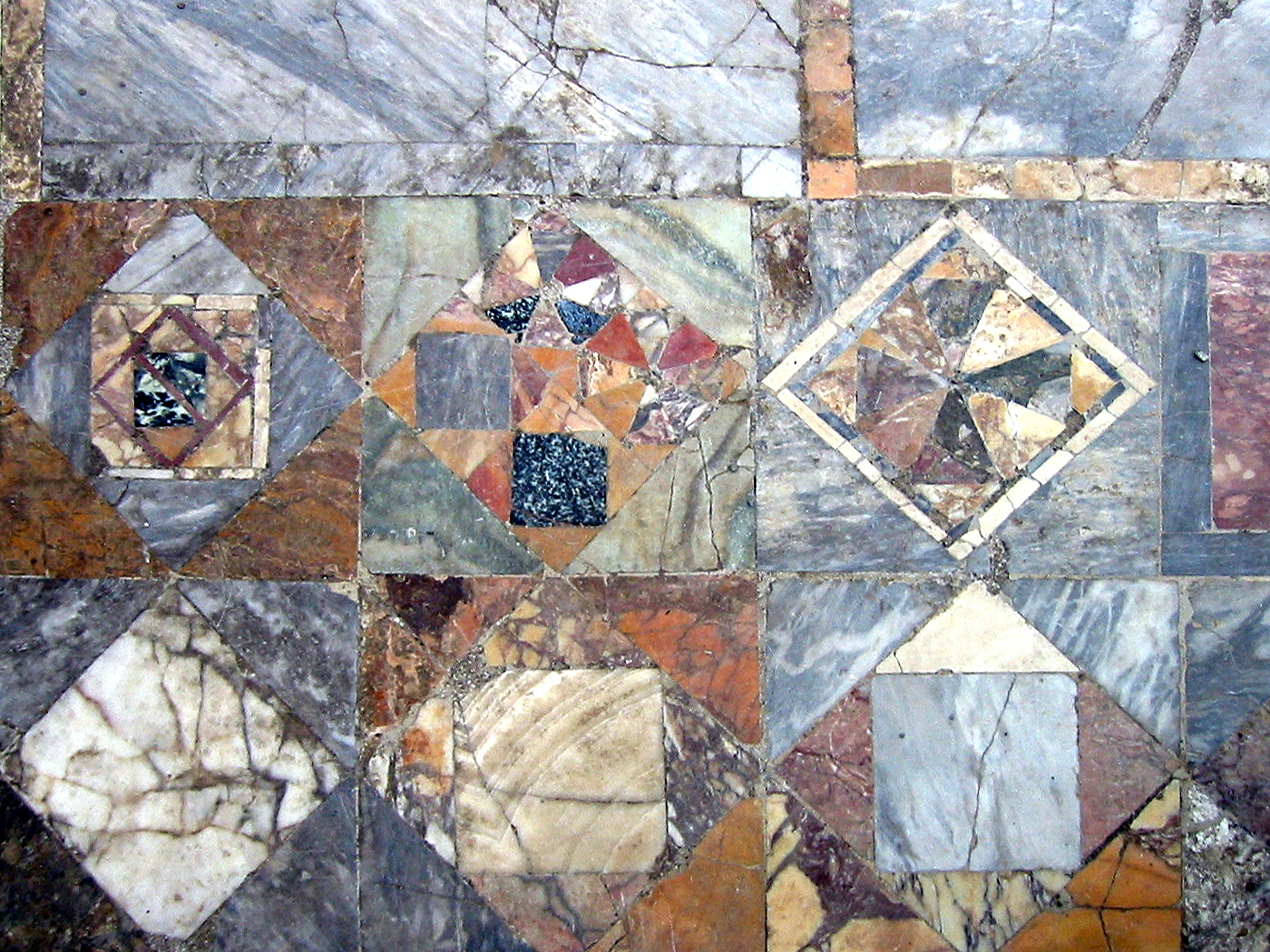
はめ込み大理石の床

## SATOR AREPO TENET OPERA ROTAS

SATOR AREPO TENET OPERA ROTASは、ラテン語による回文である。
最も古いものがヘルクラネウムの遺跡から見つかっている。

## リンク
- （イタリア語） Area Vesuvio
- The Friends of Herculaneum Society
- Herculaneum: Destruction and Re-discovery
- The local archaeological authorities
- AD 79: Year of Destruction
- The Philodemus Project will publish Philodemus' works on poetry and on rhetoric.
- Brigham Young University: Herculaneum Scrolls
- Images of Herculaneum